# 社会科学文献出版社
社会科学文献出版社，是中华人民共和国的一个出版社，位于北京市北三环中路29号院。

## 概述
社会科学文献出版社是直属于中国社会科学院的人文社会科学专业学术出版机构，1985年建立。截至2023年，年发稿5亿多字、年出版纸质图书1 500余种、承印发行中国社科院院属期刊近90种，拥有近400名员工。
出书范围主要包括有国外马克思主义研究和社会科学理论著作，世界文化、学术思潮、学术人物、流派、会议、研究机构以及有关文献资料和各种工具书等。该社还编辑出版期刊《国外社会科学》、《国外社会科学快报》、《国外社会科学论文索引》、《世界经济》、《世界经济译丛》、《西欧研究》、《南亚研究》、《中国社会科学论文题录》等期刊。